# Мочекаменная болезнь кошек
Мочекаменная болезнь кошек (уролитиаз, лат. urolithiasis) — заболевание нижних мочевыводящих путей, сопровождаемое гематурией (кровь в моче), дизурией (болезненное мочеиспускание), нарушением мочеиспускания, странгурией (позывы к мочеиспусканию), поллакиурией (частые позывы к мочеиспусканию), а иногда и уретральной обструкцией (которая может стать фатальной). Этой болезни подвержены около 50% всех кошек.

## Причины
Основной причиной следует считать нарушение белкового и минерального обмена в организме животного. Наиболее предрасполагающими факторами для возникновения МКБ являются: генетическая предрасположенность, несбалансированный рацион животного, нарушение или отсутствие дозирования готовых кормов, некачественный состав воды, малоподвижный образ жизни животного, ожирение, инфекции, системные заболевания, задержка мочеиспускания из-за грязного лотка туалета.
Способствуют заболеванию поступающие в организм животного — излишки протеинов (белков), минералов — фосфатов, солей кальция, магния; йодная недостаточность, которая проявляется в связи со снижением функции щитовидной железы; А-гиповитаминоз.
В настоящее время доказано, что — недостаточное поступление воды в организм кошки и повышенное значение рН мочи, способствует образованию уролитов и возникновению мочекаменной болезни.
 Эволюционно сложилось так, что у кошек ослаблено чувство жажды. У них наблюдается высокая концентрация мочи (в небольшом объёме жидкости — высокое содержание солей), что, соответственно, так же может способствовать образованию конкрементов.

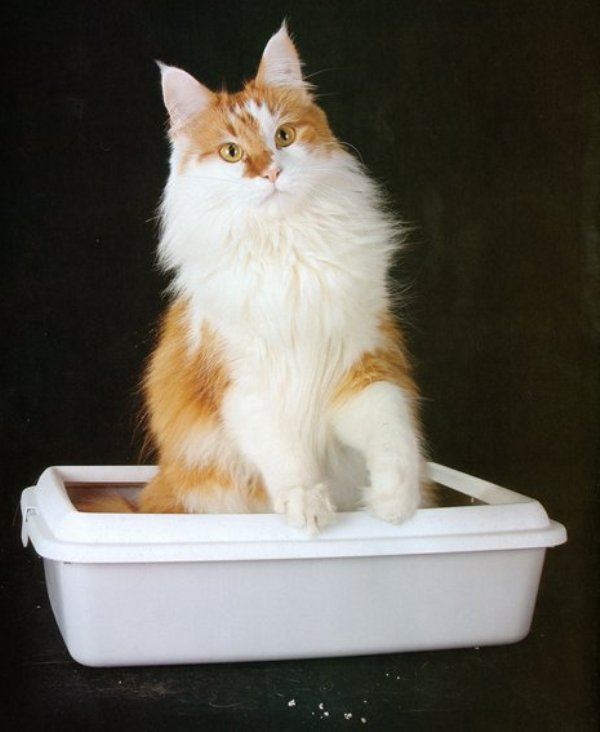
Симптомы мочекаменной болезни

У котов симптомы МКБ проявляются в 5 раза чаще, чем у кошек. Это связано с тем, что физиологически диаметр просвета уретры в три раза меньше у котов, чем у кошек. К тому же именно у котов уретра имеет специфический S-образный изгиб (у кошек она прямая). Из-за этой анатомической особенности у котов чаще возникает синдром закупорки мочевыводящего канала, чем у кошек. 

Болезнь чаще всего имеет хроническое течение. Процесс образования камней может длиться месяцами и даже годами. Крупные камни могут долго не давать «о себе знать», мелкие камни, нередко в виде песка, могут закупоривать определенные участки мочевыводящей системы и вызывать у животных затрудненное мочеиспускание.

## Симптомы
Наблюдается нарушенное и болезненное мочеиспускание. Животное мочится не в своем туалете, а где придется. Сам процесс болезненный, животное часто при этом жалобно мяукает. Моча в малом объёме, иногда с примесью крови — гематурия. Мочеиспускание становится учащенным, прерываемое ложными позывами, в моче может содержаться мелкий песок.
Животное начинает усиленно вылизывать наружное половое отверстие, так как песок, идущий по уретре, вызывает боль и раздражение. Температура тела животного может повышаться на 1,0°С (t = 39,5—40°С). Через сутки животное становится вялым, теряет аппетит. Если происходит закупорка мочевыводящих путей, полностью отсутствует мочевыделение — животное мяукает, беспокоится, пытается принять позу для мочеиспускания.
Живот становится плотным, увеличивается в размерах. Мочевой пузырь переполняется, из-за невозможности опорожнения происходит застой мочи, и начинается процесс интоксикации организма. Все это приводит к полной апатичности животного, потере аппетита, рвоте, быстрому падению температуры тела животного (t = 35—36°С).
Если не принять своевременные меры, то в течение 2—3 суток возможна гибель животного от интоксикации или разрыва мочевого пузыря и перитонита.
При наличии у животного хоть одного из вышеперечисленных симптомов, очень важно незамедлительно обратиться к ветеринарному врачу.

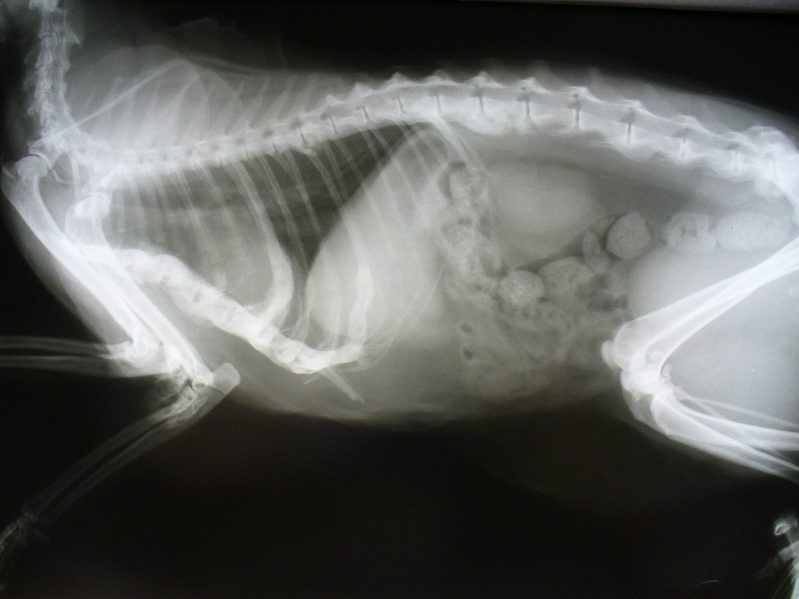

## Диагноз
Диагноз ставит ветеринарный врач на основании данных осмотра и обследования. Обязательно проводится ультразвуковое и рентгенологическое исследование, чтобы исключить опухоли, воспалительные отеки, асцит и т. д.

## Течение
Мочекаменная болезнь протекает длительно и имеет тенденцию к рецидивам.

## Лечение
Заключается в хирургическом восстановлении проходимости мочевыводящих путей с последующей медикаментозной и диетологической профилактикой уролитиаза.
Наиболее эффективна симптоматическая терапия с использованием спазмолитических препаратов, препаратов, растворяющих и стимулирующих выведение солей с мочой, фитотерапия.
В каждом случае лечение подбирается индивидуально, учитывая пол, возраст животного, степень поражения, наличие сопутствующих заболеваний.
В  случае  отсутствия лечения  либо при обтурации  мочевыводящих путей более чем на 48 часов,  мочекаменная болезнь кошек неизбежно приводит  к ОПН.
В таких случаях требуется экстренная коррекция состояния, включающая в себя: восстановление проходимости мочевыводящих путей (при обтурации), восстановление диуреза с помощью диуретиков, (фуросемид, лазикс, маннитол), снятие интоксикации (внутривенные капельницы,  гемодиализ у кошек), восстановление внутрипочечного междолькового кровотока (блокаторы АПФ), алкололизация - устранение почечного ацидоза путём вливания внутривенно натрия бикарбоната, витаминная терапия.

## Профилактика и здоровый рацион
Для того чтобы уберечь животное от этого тяжелого недуга, необходимо исключить, прежде всего, предрасполагающие факторы, улучшить условия кормления и поения животного.
У кошки должен быть свободный доступ к чистой питьевой воде. Рацион животного должен быть профессионально сбалансирован по белкам, жирам, углеводам, витаминам, биологически значимым элементам.
Если кошку кормят готовыми кормами — корм должен соответствовать виду животного, возрасту, физиологическому состоянию. Нельзя смешивать при каждодневном кормлении готовые корма и натуральные корма.
А самое главное — при кормлении готовыми рационами (особенно сухими кормами) — строго придерживаться указанных норм кормления, которые приведены на каждой упаковке корма. Выбирая тип кормления, стараться его придерживаться, не допуская смешивания разных кормов (или только готовые сухие корма, или только натуральная пища). При выборе кормления продуктами промышленного производства, отдавать предпочтение высококачественным сбалансированным кормам.
Особенно осторожно следует подходить к кормлению кастрированных животных, так как они наиболее склонны к нарушению обмена веществ и чаще страдают уролитиазом. Для таких животных существуют специальные готовые корма, профилактирующие появление симптомов болезни.
Оберегайте своих животных от сквозняков и переохлаждений, способствующих развитию инфекций мочевыделительной системы. Если вас что-то настораживает, как можно раньше обращайтесь к ветеринарному врачу, чтобы он смог помочь животному.